# François Maingoval
François Maingoval (Ukkel, 5 mei 1975) is een Belgische scenarist.
In 1988 maakte Maingoval de scenario's voor de reeks Ada Enigma die door Vincent Dutreuil getekend werd. Hierna volgden onder meer de serie Barbara Wolf met tekenaar Bruno Marivain.
In 2005 ging Maingoval deel uitmaken van het team van Jacques Martin. Samen met hem schreef hij scenario's voor Alex. Dit waren Het was in Khorsabad (2006) en De Iberier (2007). In 2008 schreef Maingoval het scenario's voor Alexander de Grote, Cleopatra en Nero in de reeks Historische personages.
In 2013 leverde hij het scenario aan voor het eerste album in de reeks Corpus Christi die getekend werd door Éric Albert.